# 前島埠頭
前島埠頭（まえじまふとう）は、京都府舞鶴市にある舞鶴港の埠頭。埠頭の埠の字が常用漢字に含まれないため、看板などには「前島ふ頭」と記されている事もある。

## 概要
舞鶴港は近畿地方の日本海側における玄関港として発展した港湾で、1970年（昭和45年）より北海道小樽市の小樽港とを直結する長距離フェリー航路が開設されている。当初は舞鶴西港に発着していたが、増大する輸送力に対応するため、1990年（平成2年）舞鶴東港に国内貿易の拠点埠頭として整備されたのが、前島埠頭である。
現在、舞鶴港と小樽港を結ぶ大型フェリーが週7便、就航しており、近畿と北海道を結ぶ大動脈として利用されている。また南側岸壁は耐震構造を備えており、非常時の物資輸送にも対応できる。
2004年（平成16年）、新船の就役によりフェリー航路が30時間から20時間へと高速化され、貨物量も飛躍的に増加した。このことから、フェリーの大型化に対応するため岸壁水深を8mから9mに増深改良する工事が進められている。また航路・泊地の水深9m化も進められている。
京都府中丹広域振興局により東舞鶴地区から当埠頭への歩道橋が建設され、寄港商船やフェリー乗客・関係者の利便性が向上した。

## 交通
- 舞鶴若狭自動車道・舞鶴東ICから国道27号経由で約7km。（車で約15分）
- 京都交通・日交シティバス直通高速バス・大阪なんば-舞鶴線（直通分、1日1往復）
- 京都交通・日交シティバス直通高速バス・神戸三宮-舞鶴線（直通分、1日1往復）
- JR舞鶴線・東舞鶴駅（北口）より約2.3km（タクシーで約7分）

## 施設
- 新日本海フェリー舞鶴支店
  - フェリーターミナル
- 前島みなと公園